# Tony Gatlif
Tony Gatlif, născut Michel Boualem Dahmani, (n. 10 septembrie 1948, Alger, Algeria franceză, Franța) este un regizor de film, scenarist, compozitor, actor și producător francez de etnie romă.

## Biografie

### Copilăria
Tony Gatlif s-a năsut în Algeria, în grupul etnic Pieds-noirs. Și-a petrecut copilăria în Algeria, apoi a emigrat în Franța în 1960, după Războiul de Independență al Algeriei.

### Cariera artistică
Tony Gatlif a jucat în mai multe spectacole de teatru înainte de a-și construi o carieră în industria cinematografică. A regizat primul său film, La Tête en ruine, în 1975. A continuat în 1979 cu La Terre au ventre, un film despre Războiul de independență din Algeria.
Începând cu filmul Corre, gitano (1981), Gatlif a abordat teme legate de romii din Europa, cu atât mai mult cu cât și el este parțial de etnie romă.
După filmările pentru Gaspard et Robinson în 1990, Gatlif a filmat doi ani (1992-1993) pentru următorul său film, intitulat Latcho Drom, care a fost răsplătit cu numeroase premii. Acest film, deseori considerat documentar, explorează cultura romilor din întreaga lume, pornind de la tradițiile lor muzicale. Vincent Ostria, pe atunci jurnalist la Cahiers du Cinéma, Latcho Drom a fost „cel mai autentic film al anului 1993”.
Un an mai târziu, în 1994, Gatlif a regizat filmul Mondo, prin care a recreat universul lui Jean-Marie Gustave Le Clézio pe marele ecran.
Filmul Exils (2004) a câștigat Premiul pentru cel mai bun regizor la Festivalul Internațional de Film de la Cannes din 2004. Tot la Cannes, la ediția din mai 2006, a avut loc și premiera filmului Transylvania regizat de Gatlif.

## Filmografie

### Scenarist
- La Rage au poing (1975)

### Regizor și scenarist
- La Tête en ruine (1975)
- La Terre au ventre (1978)
- Corre gitano (1981)
- Canta gitano (1981)
- Les Princes (1982)
- Rue du départ (1985)
- Pleure pas my love (1989)
- Gaspard et Robinson (1990)
- Latcho Drom (1993)
- Mondo (1995)
- Gadjo dilo (1997)
- Je suis né d'une cigogne (1998)
- Vengo (2000)
- Swing (2001)
- Exils (2004)
- Transylvania (2006)
- Korkoro / Libertate (2009)
- Indignados (2012)
- Geronimo (2014)
- Djam (2017)
- Tom Medina (2021)